# István Tarró
István Tarró – węgierski kierowca wyścigowy.

## Biografia
Karierę sportową zaczynał od startów w kartingu. W 1978 roku zajął trzecie miejsce w mistrzostwach Węgier w klasie C. W 1981 roku był trzeci w klasie C-2, a rok później został wicemistrzem w tej klasie. W 1983 roku rozpoczął ściganie się samochodami jednomiejscowymi; w tym samym roku zadebiutował w Pucharze Pokoju i Przyjaźni. W 1986 roku zajął ósme miejsce w klasyfikacji końcowej Pucharu.

## Wyniki
| Legenda oznaczeń w tabelach wyników Wyświetl szablon na nowej stronie | Legenda oznaczeń w tabelach wyników Wyświetl szablon na nowej stronie                                                                     |
| Oznaczenie                                                            | Wyjaśnienie |
| --------------------------------------------------------------------- | --- |
| Złoty                                                                 | Zwycięzca lub mistrzostwo |
| Srebrny                                                               | 2. miejsce lub wicemistrzostwo |
| Brązowy                                                               | 3. miejsce lub II wicemistrzostwo |
| Zielony                                                               | Ukończył, punktował (w klasyfikacji generalnej, gdy zdobył co najmniej jeden punkt na przestrzeni sezonu, poza trzema powyższymi opcjami) |
| Niebieski                                                             | Ukończył, nie punktował (w klasyfikacji generalnej, gdy nie zdobył co najmniej jednego punktu na przestrzeni sezonu)                      |
| Czerwony                                                              | Nie zakwalifikował się (NZ) |
| Czerwony                                                              | Nie prekwalifikował się (NPK) |
| Różowy                                                                | Nie ukończył (NU) |
| Różowy                                                                | Niesklasyfikowany (NS) (w klasyfikacji generalnej, gdy nie został sklasyfikowany w żadnym wyścigu sezonu)                                 |
| Czarny                                                                | Zdyskwalifikowany (DK) |
| Czarny                                                                | Wykluczony (WYK/EX) |
| Biały                                                                 | Nie wystartował (NW) |
| Biały                                                                 | Kontuzjowany (K/INJ) |
| Biały                                                                 | Wyścig odwołany (OD/C) |
| Bez koloru                                                            | Został wycofany (WYC/WD) |
| Bez koloru                                                            | Nie przybył (NP/DNA) |
| Bez koloru                                                            | Nie brał udziału w treningach (NT/DNP) |
| Bez koloru                                                            | Nie został zgłoszony (–) |
| Pogrubienie                                                           | Start z pole position |
| Kursywa                                                               | Najszybsze okrążenie wyścigu |
| †                                                                     | Nie ukończył, ale jego rezultat został zaliczony ze względu na przejechanie więcej niż 90% dystansu wyścigu.                              |
| *                                                                     | Sezon w trakcie |
| 1/2/3                                                                 | Punktowana pozycja w sprincie kwalifikacyjnym                                                                                             |
| Lista systemów punktacji Formuły 1                                    | |

### Puchar Pokoju i Przyjaźni
| Rok  | Samochód | Silnik | Wyniki w poszczególnych eliminacjach | Wyniki w poszczególnych eliminacjach | Wyniki w poszczególnych eliminacjach | Wyniki w poszczególnych eliminacjach | Wyniki w poszczególnych eliminacjach | Wyniki w poszczególnych eliminacjach | Wyniki w poszczególnych eliminacjach | Pkt. | Msc. |
| ---- | -------- | ------ | ------------------------------------ | ------------------------------------ | ------------------------------------ | ------------------------------------ | ------------------------------------ | ------------------------------------ | ------------------------------------ | ---- | ---- |
| 1983 |          |        |                                      | Czechosłowacja                       |                                      | Polska                               |                                      |                                      |                                      | 32   | 29   |
| 1983 | MTX 1-06 | Łada   | -                                    | -                                    | NU                                   | 13                                   | -                                    |                                      |                                      | 32   | 29   |
| 1984 |          |        | Czechosłowacja                       | Polska                               |                                      |                                      |                                      |                                      |                                      | 98   | 17   |
| 1984 | MTX 1-06 | Łada   | 15                                   | 13                                   | 9                                    | NU                                   | -                                    | -                                    |                                      | 98   | 17   |
| 1985 |          |        | Czechosłowacja                       | Polska                               |                                      |                                      |                                      |                                      |                                      | ?    | ?    |
| 1985 | MTX 1-06 | Łada   | 18                                   | NU                                   | -                                    | 17                                   | ?                                    |                                      |                                      | ?    | ?    |
| 1986 |          |        | Polska                               | Czechosłowacja                       |                                      |                                      |                                      |                                      |                                      | 195  | 8    |
| 1986 | MTX 1-06 | Łada   | 14                                   | 16                                   | 9                                    | 14                                   | 13                                   | -                                    | 9                                    | 195  | 8    |
| 1987 |          |        | Polska                               |                                      |                                      |                                      |                                      |                                      |                                      | 58   | 22   |
| 1987 | MTX 1-06 | Łada   | -                                    | 20                                   | -                                    | 12                                   |                                      |                                      |                                      | 58   | 22   |